# Paratimea oxeata
Paratimea oxeata är en svampdjursart som beskrevs av Gustavo Pulitzer-Finali 1978. Paratimea oxeata ingår i släktet Paratimea och familjen Hemiasterellidae. Inga underarter finns listade i Catalogue of Life.